# Macrià Menor
Macrià Menor (en llatí Macrianus Iunior) va ser un dels trenta tirans que menciona Trebel·li Pol·lió a la Historia Augusta.
Quan Valerià I va iniciar la guerra contra Pèrsia va donar el comandament de l'exèrcit al seu pare Macrià Major, però com a resultat de la seva mala direcció la campanya va acabar amb la captura de l'emperador pel rei persa Sapor I l'any 260.
Llavors Macrià i el prefecte Balista van reagrupar les restes de l'exèrcit i van celebrar una conferència amb l'estat major. Van decidir de rebutjar les reclamacions al tron de l'efeminat Gal·liè fill de Valerià, i que Macrià assoliria la porpra. Macrià va renunciar al tron per la seva edat, però la va acceptar pels seus fills Quiet i Macrià Menor.
Macrià Major va deixar el govern d'Orient al seu fill Quiet i va marxar amb Macrià Menor cap a Occident. A la frontera entre Tràcia i Il·líria es van trobar amb les forces dirigides per Aureol, i pare i fill van ser derrotats i morts l'any 262.
El seu nom segons les monedes era Τ. Φ. ΙΟΥΝ. ΜΑΚΡΙΑΝΟΣ, Titus Fulvius Junius Macrianus, o bé  M. ΦΟΣ. ΜΑΚΡΙΑΝΟΣ Marcus Fulvius Macrianus. Alguns historiadors, com ara Joan Zonaràs, diuen que el nom del pare era Acrinus i el del fill Macrianus.